# لو شاتوو، سن بارتلمی
لو شاتوو (به فرانسوی: Le Château) یک منطقهٔ مسکونی در فرانسه است که در سن بارتلمی در کارائیب واقع شده‌است.